# Powerade League
La  Maltan Powerade League, es la máxima competición de baloncesto de Malta. Cuenta con 5 equipos.

## Equipos 2012-2013
| Equipo                  | Ciudad      |
| ----------------------- | ----------- |
| Athleta A-Z Electronics | Binkirkara  |
| Bupa Luxol              | Pembroke    |
| Depiro Mtarfa Rabat     | Rabat-Malta |
| Tata Motors Loyola      | Loyola      |
| Siggiewi Derby          | Siggiewi    |

## Historial
| - 2008 Bupa Luxol - 2009 Bupa Luxol - 2010 Siggiewi Derby - 2011 Athleta A-Z Electronics - 2012 Athleta A-Z Electronics |